# FA Cup 2007/08
De FA Cup 2007/2008 was de 127ste editie van de oudste bekercompetitie ter wereld, de Engelse FA Cup. Deze bekercompetitie is een toernooi voor voetbalclubs. De titelhouder was Chelsea dat in het voorafgaande seizoen in de finale met 1-0 won van Manchester United in de finale.

## Geschiedenis
De competitie begon op 18 augustus 2007 met de extra voorronde en eindigde op 17 mei 2008 met de finale in het Wembley Stadion. In de voorrondes werd bepaald welke niet-Leagueclubs (ploegen van buiten de hoogste vier afdelingen) in de eerste ronde mochten deelnemen. Deze eerste ronde vond plaats op 10 november.

## Rondes en speeldata
| Ronde                | Weekend van             |
| -------------------- | ----------------------- |
| Extra voorronde      | 18 augustus             |
| Voorronde            | 1 september             |
| 1e kwalificatieronde | 15 september            |
| 2e kwalificatieronde | 29 september            |
| 3e kwalificatieronde | 13 oktober              |
| 4e kwalificatieronde | 27 oktober              |
| 1e ronde             | 10 november             |
| 2e ronde             | 1 december              |
| 3e ronde             | 5 januari 2008          |
| 4e ronde             | 26 januari 2008         |
| 5e ronde             | 16 februari 2008        |
| Kwartfinale          | 8 maart 2008            |
| Halve finale         | 5 april en 6 april 2008 |
| Finale               | 17 mei 2008             |

## Eerste ronde
De wedstrijden werden gespeeld in het weekend van 10 november en 11 november
| Wedstrijd nr. | Thuisteam                  | Score                 | Uitteam                |
| ------------- | -------------------------- | --------------------- | ---------------------- |
| 1             | Darlington                 | 1 - 1                 | Northampton Town       |
| replay        | Northampton Town           | 2 - 1                 | Darlington             |
| 2             | Hampton & Richmond Borough | 0 - 3                 | Dagenham & Redbridge   |
| 3             | Torquay United             | 4 - 1                 | Yeovil Town            |
| 4             | Leyton Orient              | 1 - 1                 | Bristol Rovers         |
| replay        | Bristol Rovers             | 3-3, 6-5 na penalty's | Leyton Orient          |
| 5             | Bury                       | 4 - 1                 | Workington             |
| 6             | Barnet                     | 2 - 1                 | Gillingham             |
| 7             | Accrington Stanley         | 2 - 3                 | Huddersfield Town      |
| 8             | Barrow                     | 1 - 1                 | Bournemouth            |
| replay        | Bournemouth                | 3 - 2                 | Barrow                 |
| 9             | Forest Green Rovers        | 2 - 2                 | Rotherham United       |
| replay        | Rotherham United           | 0 - 3                 | Forest Green Rovers    |
| 10            | Southend United            | 2 - 1                 | Rochdale               |
| 11            | Team Bath                  | 0 - 2                 | Chasetown              |
| 12            | Bradford City              | 1 - 0                 | Chester City           |
| 13            | Morecambe                  | 0 - 2                 | Port Vale              |
| 14            | Hereford United            | 0 - 0                 | Leeds United           |
| replay        | Leeds United               | 0 - 1                 | Hereford United        |
| 15            | Mansfield Town             | 3 - 0                 | Lewes                  |
| 16            | Gainsborough Trinity       | 0 - 6                 | Hartlepool United      |
| 17            | Exeter City                | 4 - 0                 | Stevenage Borough      |
| 18            | Oldham Athletic            | 2 - 2                 | Doncaster Rovers       |
| replay        | Doncaster Rovers           | 1 - 2                 | Oldham Athletic        |
| 19            | Peterborough United        | 4 - 1                 | Wrexham                |
| 20            | Halifax Town               | 0 - 4                 | Burton Albion          |
| 21            | York City                  | 0 - 1                 | Havant & Waterlooville |
| 22            | Harrogate Railway          | 2 - 0                 | Droylsden              |
| 23            | Rushden & Diamonds         | 3 - 1                 | Macclesfield Town      |
| 24            | Ware                       | 0 - 2                 | Kidderminster Harriers |
| 25            | Walsall                    | 2 - 0                 | Shrewsbury Town        |
| 26            | Horsham                    | 4 - 1                 | Maidenhead United      |
| 27            | Altrincham                 | 1 - 2                 | Millwall               |
| 28            | Cheltenham Town            | 1 - 1                 | Brighton & Hove Albion |
| replay        | Brighton & Hove Albion     | 2 - 1                 | Cheltenham Town        |
| 29            | Stockport County           | 1 - 1                 | Staines Town           |
| replay        | Staines Town               | 1-1, 4-3 na penalty's | Stockport County       |
| 30            | Crewe Alexandra            | 2 - 1                 | Milton Keynes Dons     |
| 31            | Lincoln City               | 1 - 1                 | Nottingham Forest      |
| replay        | Nottingham Forest          | 3 - 1                 | Lincoln City           |
| 32            | Cambridge United           | 2 - 1                 | Aldershot Town         |
| 33            | Notts County               | 3 - 0                 | Histon                 |
| 34            | Oxford United              | 3 - 1                 | Northwich Victoria     |
| 35            | Billericay Town            | 1 - 2                 | Swansea City           |
| 36            | Carlisle United            | 1 - 1                 | Grimsby Town           |
| replay        | Grimsby Town               | 1 - 0                 | Carlisle United        |
| 37            | Eastbourne Borough         | 0 - 4                 | Weymouth               |
| 38            | Chesterfield               | 1 - 2                 | Tranmere Rovers        |
| 39            | Wycombe Wanderers          | 1 - 2                 | Swindon Town           |
| 40            | Luton Town                 | 1 - 1                 | Brentford              |
| replay        | Brentford                  | 0 - 2                 | Luton Town             |

- Replays die op 20 November werden gespeeld: Doncaster - Oldham. Replay Nottingham Forest - Lincoln werd gespeeld op 27 November.[1]

## Tweede ronde
De wedstrijden werden gespeeld in het weekend van 1 december 2008
| Wedstrijd nr. | Thuisteam                  | Score | Uitteam                |
| ------------- | -------------------------- | ----- | ---------------------- |
| 1             | Oxford United              | 0-0   | Southend United        |
| replay        | Southend United            | 3-0   | Oxford United          |
| 2             | Swindon Town               | 3-2   | Forest Green Rovers    |
| 3             | Oldham Athletic            | 1-0   | Crewe Alexandra        |
| 4             | Northampton Town           | 1-1   | Walsall                |
| replay        | Walsall                    | 1-0   | Northampton Town       |
| 5             | Cambridge United           | 1-0   | Weymouth               |
| 6             | Millwall                   | 2-1   | Bournemouth            |
| 7             | Staines Town               | 0-5   | Peterborough United    |
| 8             | Bradford City              | 0-3   | Tranmere Rovers        |
| 9             | Torquay United             | 0-2   | Brighton & Hove Albion |
| 10            | Notts County               | 0-1   | Havant & Waterlooville |
| 11            | Dagenham & Redbridge       | 3-1   | Kidderminster Harriers |
| 12            | Port Vale                  | 1-1   | Chasetown              |
| replay        | Chasetown                  | 1-0   | Port Vale              |
| 13            | Bristol Rovers             | 5-1   | Rushden & Diamonds     |
| 14            | Huddersfield Town          | 3-0   | Grimsby Town           |
| 15            | Burton Albion              | 1-1   | Barnet                 |
| replay        | Barnet                     | 1-0   | Burton Albion          |
| 16            | Bury                       | 1-0   | Exeter City            |
| 17            | Luton Town                 | 1-0   | Nottingham Forest      |
| 18            | Horsham                    | 1-1   | Swansea City           |
| replay        | Swansea City               | 6-2   | Horsham                |
| 19            | Hereford United            | 2-0   | Hartlepool United      |
| 20            | Harrogate Railway Athletic | 2-3   | Mansfield Town         |

## Derde ronde
- Loting vond plaats op zondag 2 december 2007 om 16.15 CET
- Deze wedstrijden werden gespeeld in het weekend van 5 januari 2008

| Wedstrijd nr. | Thuisteam               | Uitslag                 | Bezoekers              |
| ------------- | ----------------------- | ----------------------- | ---------------------- |
| 1             | Preston North End       | 1-0                     | Scunthorpe United      |
| 2             | Chasetown               | 1-3                     | Cardiff City           |
| 3             | Colchester United       | 1-3                     | Peterborough United    |
| 4             | Bolton Wanderers        | 0-1                     | Sheffield United       |
| 5             | Blackburn Rovers        | 1-4                     | Coventry City          |
| 6             | Brighton & Hove Albion  | 1-2                     | Mansfield Town         |
| 7             | Walsall                 | 0-0                     | Millwall               |
| replay        | Millwall                | 2-1                     | Walsall                |
| 8             | Charlton Athletic       | 1-1                     | West Bromwich Albion   |
| replay        | West Bromwich Albion    | 2-2 en 4-3 na penalty's | Charlton Athletic      |
| 9             | Watford                 | 2-0                     | Crystal Palace         |
| 10            | Luton Town              | 1-1                     | Liverpool              |
| replay        | Liverpool               | 5-0                     | Luton Town             |
| 11            | Plymouth Argyle         | 3-2                     | Hull City              |
| 12            | Aston Villa             | 0-2                     | Manchester United      |
| 13            | Tranmere Rovers         | 2-2                     | Hereford United        |
| replay        | Hereford United         | 1-0                     | Tranmere Rovers        |
| 14            | Tottenham Hotspur       | 2-2                     | Reading                |
| replay        | Reading                 | 0-1                     | Tottenham Hotspur      |
| 15            | Burnley                 | 0-2                     | Arsenal                |
| 16            | Bristol City            | 1-2                     | Middlesbrough          |
| 17            | Fulham                  | 2-2                     | Bristol Rovers         |
| replay        | Bristol Rovers          | 0-0 en 5-3 na penalty's | Fulham                 |
| 18            | Huddersfield Town       | 2-1                     | Birmingham City        |
| 19            | Swansea City            | 1-1                     | Havant & Waterlooville |
| replay        | Havant & Waterlooville  | 4-2                     | Swansea City           |
| 20            | Sunderland              | 0-3                     | Wigan Athletic         |
| 21            | Southend United         | 5-2                     | Dagenham & Redbridge   |
| 22            | Everton                 | 0-1                     | Oldham Athletic        |
| 23            | Derby County            | 2-2                     | Sheffield Wednesday    |
| replay        | Sheffield Wednesday     | 1-1 en 2-4 na penalty's | Derby County           |
| 24            | Southampton             | 2-0                     | Leicester City         |
| 25            | West Ham United         | 0-0                     | Manchester City        |
| replay        | Manchester City         | 1-0                     | West Ham United        |
| 26            | Ipswich Town            | 0-1                     | Portsmouth             |
| 27            | Wolverhampton Wanderers | 2-1                     | Cambridge United       |
| 28            | Barnsley                | 2-1                     | Blackpool              |
| 29            | Chelsea                 | 1-0                     | Queens Park Rangers    |
| 30            | Stoke City              | 0-0                     | Newcastle United       |
| replay        | Newcastle United        | 4-1                     | Stoke City             |
| 31            | Swindon Town            | 1-1                     | Barnet                 |
| replay        | Barnet                  | 1-1 en 2-0 na penalty's | Swindon Town           |
| 32            | Norwich City            | 1-1                     | Bury                   |
| replay        | Bury                    | 2-1                     | Norwich City           |

## Vierde ronde
- Deze wedstrijden werden gespeeld in het weekend van 26 januari 2008

| Wedstrijd nr | Thuisteam           | Uitslag | Bezoekers               |
| ------------ | ------------------- | ------- | ----------------------- |
| 1            | Arsenal             | 3-0     | Newcastle United        |
| 2            | Coventry City       | 2-1     | Millwall                |
| 3            | Oldham Athletic     | 0-1     | Huddersfield Town       |
| 4            | Barnet              | 0-1     | Bristol Rovers          |
| 5            | Liverpool           | 5-2     | Havant & Waterlooville  |
| 6            | Southend United     | 0-1     | Barnsley                |
| 7            | Wigan Athletic      | 1-2     | Chelsea                 |
| 8            | Derby County        | 1-4     | Preston North End       |
| 9            | Manchester United   | 3-1     | Tottenham Hotspur       |
| 10           | Portsmouth          | 2-1     | Plymouth Argyle         |
| 11           | Southampton         | 2-0     | Bury                    |
| 12           | Hereford United     | 1-2     | Cardiff City            |
| 13           | Peterborough United | 0-3     | West Bromwich Albion    |
| 14           | Mansfield Town      | 0-2     | Middlesbrough           |
| 15           | Sheffield United    | 2-1     | Manchester City         |
| 16           | Watford             | 1-4     | Wolverhampton Wanderers |

## Vijfde ronde
- Deze wedstrijden werden gespeeld in het weekend van 16 februari 2008

| Wedstrijd nr | Thuisteam         | Uitslag | Bezoekers               |
| ------------ | ----------------- | ------- | ----------------------- |
| 1            | Bristol Rovers    | 1-0     | Southampton             |
| 2            | Cardiff City      | 2-0     | Wolverhampton Wanderers |
| 3            | Sheffield United  | 0-0     | Middlesbrough           |
| replay       | Middlesbrough     | 1-0     | Sheffield United        |
| 4            | Liverpool         | 1-2     | Barnsley                |
| 5            | Manchester United | 4-0     | Arsenal                 |
| 6            | Preston North End | 0-1     | Portsmouth              |
| 7            | Coventry City     | 0-5     | West Bromwich Albion    |
| 8            | Chelsea           | 3-1     | Huddersfield Town       |

|            |                                               |       |         |                                               |
| 16-02-2008 | Manchester United                             | 4 – 0 | Arsenal | Old Trafford, Manchester Toeschouwers: 75.550 |
| 16-02-2008 | Rooney 16' Fletcher 20' Nani 38' Fletcher 74' |       |         | Old Trafford, Manchester Toeschouwers: 75.550 |

|            |           |       |                       |                                              |
| 16-02-2008 | Liverpool | 1 – 2 | Barnsley              | Anfield Road, Liverpool Toeschouwers: 42.449 |
| 16-02-2008 | Kuijt 32' |       | Foster 57' Howard 90' | Anfield Road, Liverpool Toeschouwers: 42.449 |

|            |               |                                                            |                      |                                            |
| 16-02-2008 | Coventry City | 0 – 5                                                      | West Bromwich Albion | Ricoh Arena, Coventry Toeschouwers: 28.163 |
| 16-02-2008 |               | Brunt 12' Bednar 59' Bednar 69' (pen.) Miller 76' Gera 78' |                      | Ricoh Arena, Coventry Toeschouwers: 28.163 |

|            |                                   |       |                       |                                               |
| 16-02-2008 | Chelsea                           | 3 – 1 | Huddersfield Town AFC | Stamford Bridge, Chelsea Toeschouwers: 41.324 |
| 16-02-2008 | Lampard 18' Lampard 60' Kalou 70' |       | Collins 45'           | Stamford Bridge, Chelsea Toeschouwers: 41.324 |

|            |                                |       |               |                                           |
| 16-02-2008 | Cardiff City                   | 2 – 0 | Wolverhampton | Ninian Park, Cardiff Toeschouwers: 15.339 |
| 16-02-2008 | Whittingham 2' Hasselbaink 11' |       |               | Ninian Park, Cardiff Toeschouwers: 15.339 |

|            |                |       |             |                                                |
| 16-02-2008 | Bristol Rovers | 1 – 0 | Southampton | Memorial Stadium, Bristol Toeschouwers: 11.920 |
| 16-02-2008 | Lambert 84'    |       |             | Memorial Stadium, Bristol Toeschouwers: 11.920 |

|            |                   |                   |            |                                        |
| 17-02-2008 | Preston North End | 0 – 1             | Portsmouth | Deepdale, Preston Toeschouwers: 11.840 |
| 17-02-2008 |                   | Carter 90' (e.d.) |            | Deepdale, Preston Toeschouwers: 11.840 |

|            |                  |       |               |                                              |
| 17-02-2008 | Sheffield United | 0 – 0 | Middlesbrough | Bramall Lane, Sheffield Toeschouwers: 22.210 |
| 17-02-2008 |                  |       |               | Bramall Lane, Sheffield Toeschouwers: 22.210 |

|            |                   |       |                  |                                                       |
| 27-02-2008 | Middlesbrough     | 1 – 0 | Sheffield United | Riverside Stadium, Middlesbrough Toeschouwers: 28.108 |
| 27-02-2008 | Kenny 114' (e.d.) |       |                  | Riverside Stadium, Middlesbrough Toeschouwers: 28.108 |

## Zesde ronde
- Deze wedstrijden worden gespeeld in het weekend van 8 maart 2008

| Wedstrijd nr | Thuisteam         | Uitslag | Bezoekers            |
| ------------ | ----------------- | ------- | -------------------- |
| 1            | Middlesbrough     | 0-2     | Cardiff City         |
| 2            | Manchester United | 0-1     | Portsmouth           |
| 3            | Bristol Rovers    | 1-5     | West Bromwich Albion |
| 4            | Barnsley          | 1-0     | Chelsea              |

|            |                   |                    |            |                                               |
| 08-03-2008 | Manchester United | 0 – 1              | Portsmouth | Old Trafford, Manchester Toeschouwers: 75.463 |
| 08-03-2008 |                   | Muntari 78' (pen.) |            | Old Trafford, Manchester Toeschouwers: 75.463 |

|            |             |       |         |                                                |
| 08-03-2008 | Barnsley    | 1 – 0 | Chelsea | Oakwell Stadium, Barnsley Toeschouwers: 22.410 |
| 08-03-2008 | Odejayi 67' |       |         | Oakwell Stadium, Barnsley Toeschouwers: 22.410 |

|            |               |                            |              |                                                       |
| 09-03-2008 | Middlesbrough | 0 – 2                      | Cardiff City | Riverside Stadium, Middlesbrough Toeschouwers: 32.986 |
| 09-03-2008 |               | Whittingham 9' Johnson 23' |              | Riverside Stadium, Middlesbrough Toeschouwers: 32.986 |

|            |                |      |                                              |                                                |
| 09-03-2008 | Bristol Rovers | 1– 5 | West Bromwich Albion                         | Memorial Stadium, Bristol Toeschouwers: 12.011 |
| 09-03-2008 | Coles 31'      |      | Morrison 16' Miller 30' 69' 85' Phillips 73' | Memorial Stadium, Bristol Toeschouwers: 12.011 |

## Halve finales
- De loting voor deze wedstrijden vond plaats op 10 maart 2008 om 14:25 in het hoofdkwartier van de FA. Beide Halve Finales zullen plaatsvinden in het Wembley Stadium.

| Wedstrijd nr | Thuisteam            | Uitslag | Bezoekers    |
| ------------ | -------------------- | ------- | ------------ |
| 1            | Barnsley             | 0-1     | Cardiff City |
| 2            | West Bromwich Albion | 0-1     | Portsmouth   |

|                  |                      |          |            |                                              |
| 05-04-2008 13:15 | West Bromwich Albion | 0 – 1    | Portsmouth | Wembley Stadium, Londen Toeschouwers: 83.584 |
| 05-04-2008 13:15 |                      | 54' Kanu |            | Wembley Stadium, Londen Toeschouwers: 83.584 |

|                  |          |           |              |                                              |
| 06-04-2008 17:00 | Barnsley | 0 – 1     | Cardiff City | Wembley Stadium, Londen Toeschouwers: 82.752 |
| 06-04-2008 17:00 |          | 9' Ledley |              | Wembley Stadium, Londen Toeschouwers: 82.752 |

## Finale
|                               |              |                  |            |                                                                        |
| 17 mei 2008 15:00 uur (UTC+0) | Cardiff City | 0 – 1            | Portsmouth | Wembley Stadium, Londen Toeschouwers: 89.874 Scheidsrechter: Mike Dean |
| 17 mei 2008 15:00 uur (UTC+0) |              | 37' Nwankwo Kanu |            | Wembley Stadium, Londen Toeschouwers: 89.874 Scheidsrechter: Mike Dean |